# فرانك بنتلي
فرانك بنتلي (بالإنجليزية: Frank Bentley)‏ (6 أكتوبر 1886 في المملكة المتحدة - 1958 في المملكة المتحدة) هو لاعب كرة قدم بريطاني (وحمل سابقاً جنسية المملكة المتحدة لبريطانيا العظمى وأيرلندا) في مركز نصف الجناح. لعب مع توتنهام هوتسبير وستوك سيتي ونادي برينتفورد.